# یک خط
یک خط (انگلیسی: One Line; کره‌ای: 원라인; لاتین‌نویسی اصلاح‌شده: Wollain) یک فیلم جنایی دلهره‌آور محصول سال ۲۰۱۷ کره جنوبی به نویسندگی و کارگردانی یانگ کیونگ مو و با بازی ایم شی‌وان، جین گو، پارک بیونگ-اون، لی دونگ-هوی و کیم سون-یونگ است.

## خلاصهٔ داستان
این فیلم داستان یک دانشجوی معمولی را روایت می‌کند که با یک کلاهبردار افسانه‌ای آشنا می‌شود.

## بازیگران
- ایم شی‌وان در نقش مین جه
- جین گو در نقش سوک گو
- پارک بیونگ-اون در نقش جی وون
- لی دونگ-هوی در نقش مویر ارشد سونگ
- کیم سون-یونگ در نقش دستیار مدیر هونگ
- آن سه-ها در نقش کارآگاه چون
- پارک جونگ هوان در نقش کی ته
- کیم هونگ پا در نقش مدیر بک
- پارک یو هوان در نقش هیوک جین
- پارک هیونگ سو در نقش منشی هان
- وانگ جی وون در نقش هه سون
- کیم گوک هی در نقش جو هی
- جو وو-جین در نقش دادستان وون
- لی سوک هو در نقش مون سو
- لی دو هیون در نقش آقای پارک
- پارک سونگ یون در نقش خانم چوی
- اوه مین ئه در نقش مادر جو هی

## تولید
فیلم‌برداری یک خط در ژانویه سال ۲۰۱۶ آغاز شد.